# Platystele stonyx
Platystele stonyx är en orkidéart som beskrevs av Carlyle August Luer. Platystele stonyx ingår i släktet Platystele och familjen orkidéer. Inga underarter finns listade i Catalogue of Life.